# Callispa bicolor
Callispa bicolor es un coleóptero de la familia Chrysomelidae.
Fue descrita científicamente por primera vez en 1910 por Gestro.